# Haman Adama
Pour les articles homonymes, voir Adama.
Haman Adama, née Halimatou Mahonde en 1950 à Garoua (région du Nord, Cameroun français) et morte le 29 avril 2024 à Yaoundé, est une femme politique camerounaise, ministre de l'Éducation de 2004 à 2009.

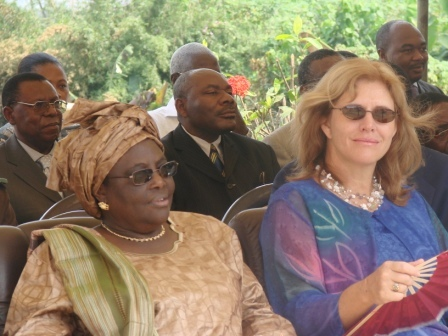
Haman Adama (à gauche) et l'épouse de l'ambassadeur américain au Cameroun R. Niels Marquardt.

Originaire du département de la Bénoué, formée à l'École nationale d'administration et de magistrature (ENAM), elle entre au gouvernement le 18 mars 2000 comme secrétaire d'État à l'Éducation nationale auprès du ministre Joseph Owona alors ministre de l'Éducation nationale avec qui elle entretient de rapports cordiaux[réf. nécessaire]. Elle devient ministre de l'Éducation de base du 8 août 2004 au 30 juin 2009 à la suite de l'éclatement du ministère de l'Éducation nationale.